# مات بسلر
مات بسلر (بالإنجليزية: Matt Besler)‏ (مواليد 11 فبراير 1987) هو لاعب كرة قدم. يلعب مع منتخب الولايات المتحدة الأمريكية لكرة القدم. سبق له أن لعب في كأس العالم لكرة القدم مع منتخب بلاده.

## روابط خارجية
- مات بسلر على موقع الاتحاد الدولي (مؤرشف)  (الإنجليزية)
- مات بسلر على موقع الدوري الأمريكي (الإنجليزية)
- مات بسلر على موقع قاعدة بيانات كرة القدم.إي يو (الإنجليزية)
- مات بسلر على موقع ناشيونال فوتبول تيمز (الإنجليزية)
- مات بسلر على موقع Soccerway.com (الإنجليزية)
- مات بسلر على موقع عالم كرة القدم.نت (الإنجليزية)
- مات بسلر على موقع كووورة
- مات بسلر على موقع AS.com (الإسبانية)